# Kolokithiá
Kolokithiá (Kolokythia) är en ort i Grekland.   Den ligger i prefekturen Fthiotis och regionen Grekiska fastlandet, i den centrala delen av landet, 170 km nordväst om huvudstaden Aten. Kolokithiá ligger 959 meter över havet och antalet invånare är 120.
Terrängen runt Kolokithiá är varierad, och sluttar norrut. Runt Kolokithiá är det glesbefolkat, med 16 invånare per kvadratkilometer. Närmaste större samhälle är Spercheiáda, 13,8 km norr om Kolokithiá. I omgivningarna runt Kolokithiá växer i huvudsak blandskog.